# Муришилиш I
Муришилиш I је био хетитски владар у периоду од 1556–1526 п. н. е. (доња хронологија). Познат је по разарању Вавилона чиме је окончао постојање Старог вавилонског царства.

## Биографија
Муришилиш је на престолу наследио Хатушилиша I који му је вероватно био деда. Његов први успех било је освајање краљевине Јамхад и његове престонице Алепа. Године 1531. п. н. е. предузео је велики поход на Месопотамију. Том приликом је упао на територију Вавилонског царства. Њиме је тада владао цар Шамсу-Дитана. Муришилишова армија је разорила Вавилон и однела велику количину плена укључујући и статуу бога Мардука. По повратку је убијен од стране шурака Хантилија I који се прогласио новим хетитским владарем.